# پیکی بلایندرز
پیکی بلایندرز یک باند خلافکاران مستقر در بیرمنگام انگلستان بود که از اواخر قرن نوزدهم و پس از جنگ جهانی اول فعالیت داشت. این گروه که از محرومیت‌های شدید اقتصادی طبقه کارگر انگلیس خارج شده بود، بیشتر از مردان جوان طبقه متوسط تشکیل شده بود، آنها قدرت اجتماعی را از خشونت، دزدی،جعل و کنترل قمار به دست آوردند. اعضای این باند لباس مشخصی می پوشیدند که شامل ژاکت‌های دوخته شده، کت‌های یقه‌دار، جلیقه‌های دکمه‌دار، شلوارهای زنگوله‌ای، چکمه‌های چرمی، و کلاه‌های تخت می‌شد
تسلط بلایندرز از شکست دادن رقبای خود، مانند "اسلاگرز" ناشی شد، که آنها برای قلمرو در بیرمنگام و مناطق اطراف آن می جنگیدند. آنها نزدیک به ۲۰ سال کنترل را در دست داشتند تا اینکه در سال ۱۹۱۰ یک باند بزرگتر به نام پسران بیرمنگام به رهبری بیلی کیمبر از آنها سبقت گرفت. اگرچه آنها در دهه ۱۹۱۰ ناپدید شده بودند، نام "پیکی بلایندرز" مترادف با هر باند خیابانی در بیرمنگام شد.
معادل فارسی این کلمه نقاب‌داران است.